# Сандзено
Сандзе́но (итал. Sanzeno) — коммуна в Италии, расположена в провинции Тренто, в автономной области Трентино-Альто-Адидже.
Население составляет 928 человек (2011 г.), плотность населения составляет 117 чел./км². Занимает площадь 8 км². Почтовый индекс — 38010. Телефонный код — 0463.
Покровителями коммуны почитаются святые Сисинний, Мартирий и Александр, празднование 29 мая.

## Демография
Динамика населения:

## Администрация коммуны
- Официальный сайт: http://www.comune.sanzeno.tn.it/